# 淺尾美和
淺尾美和（浅尾 美和，1986年2月2日—），日本前沙灘排球運動員、模特兒。因她的美貌而獲得海灘的妖精（ビーチの妖精）的稱號。

## 學生時代
淺尾美和曾就讀三重県立津商業高等学校。

## 沙灘排球員生涯

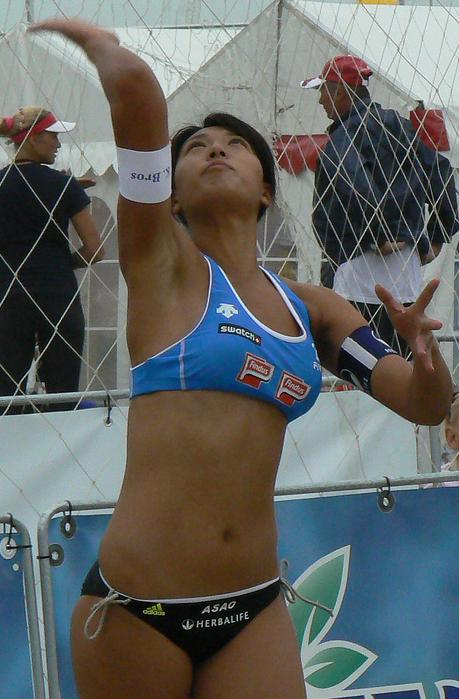
比賽中的淺尾美和

高中畢業之後就和藝人川合俊一簽約，發展沙灘排球員和模特兒事業。
2000年起開始排球員生涯，2004年正式成為沙灘排球運動員。
在2007年和2008年，她接拍了8個大型廣告人，包括「松下電器」、「本田汽車」等大型品牌。
除了廣告，她已經以個人名義出版過兩本附有DVD的寫真集和三本掛曆。2009年掛属在公開銷售後的一周後售罄。
淺尾美和被認為是帶動日本沙灘排球熱潮的靈魂人物，有「沙灘上的妖精」、「沙灘仙女」美譽，儘管在國際賽場上成績不是非常耀眼，但是她憑容貌和身材，令她在模特兒界發光發亮。
在2008年被日本網友票選為「古銅肌正妹」冠軍，後來又成為「最想親吻的女性體育選手」之一。

## 退休
2012年12月10日，淺尾美和宣布退休。
2013年4月2日，和一般人結婚。
2014年12月16日，生下了一個男嬰。
2016年11月27日，生下了第二個男嬰。

## 爭議
2008年，淺尾美和在自己的Blog提及，她在奧運村里備戰的時候，突然傳來了親妹妹淺尾美紀車禍身亡的消息。
於是，很多日本記者就為此採訪了她，當時心煩意亂的淺尾美和一邊流著眼淚，一邊對媒體說：「我馬上要比賽了，比起我的家事，請將更多的注意力放在賽場上吧！」然後離去，結果備受民眾批評。

## 其他
2013年2月19日，淺尾美和在富士電視台的節目透露，自己還是正式選手時，曾收到2億日元巨資邀約她全裸出鏡。
淺尾美和表示：「實際上是聽已經退出的公司的人告訴我的，說是曾經有人邀請我全裸出鏡，給出了兩億日圓高價。雖然我做不出來，但是聽到的時候還是嚇了一跳。」」

## 書籍
寫真集
- 浅尾美和ファーストフォトブック「asao miwa」（2007年1月25日、ポニーキャニオン、 攝影：浦川一憲）ISBN 4-594-05280-0

DVD
- 浅尾美和ファーストDVD「asao miwa」ポニーキャニオン JANコード 4988013255548